# Бермудские Острова на летних Олимпийских играх 1972
Бермуды принимали участие в Летних Олимпийских играх 1972 года в Мюнхене (ФРГ) в восьмой раз за свою историю, но не завоевали ни одной медали.

## Результаты соревнований

### Академическая гребля
В следующий раунд из каждого заезда проходили несколько лучших экипажей (в зависимости от дисциплины). В финал A выходили 6 сильнейших экипажей, ещё 6 экипажей, выбывших в полуфинале, распределяли места в финале B.
Мужчины
| Соревнование | Спортсмены      | Предварительный заезд | Предварительный заезд | Предварительный заезд | Отборочный заезд | Отборочный заезд | Отборочный заезд | Полуфинал            | Полуфинал            | Полуфинал            | Финал                | Финал                | Итоговое место       |                      |
| Соревнование | Спортсмены      | Заезд                 | Время                 | Место                 | Заезд            | Время            | Место            | Заезд                | Время                | Место                | Время                | Место                | Итоговое место       |                      |
| ------------ | --------------- | --------------------- | --------------------- | --------------------- | ---------------- | ---------------- | ---------------- | -------------------- | -------------------- | -------------------- | -------------------- | -------------------- | -------------------- | -------------------- |
| одиночки     | Джим Баттерфилд | 1                     | 8:29,20               | 5                     | 1                | 8:26,16          | 5                | завершил выступление | завершил выступление | завершил выступление | завершил выступление | завершил выступление | завершил выступление | завершил выступление |